# هولمان ك. ويلر
هولمان ك. ويلر (بالإنجليزية: Holman K. Wheeler)‏ هو مهندس معماري أمريكي، ولد في 1859 في لين في الولايات المتحدة، وتوفي في 1943 في نيوتن في الولايات المتحدة.